# جبرائيل سعادة
جبرائيل وديع سعادة (29 تشرين الثاني 1922 - 16 أيار 1997) باحث وآثاري وأديب سوري، ولد في اللاذقية وتوفي فيها.
والدته مرتا نصري، أخواته: نائلة، إيدما، أسماء، وأوديت، أراد أهله أن يكون تاجراً فأصبح كاتباً وأديباً وموسيقياً، فخسر المال وكسب محبة الناس والشهرة، وعمّق محبته للمدينة التي أحب.
قال عنه الأديب السوري حنا مينة: «في اللاذقية بحران، بحر الماء، وبحر الآثار... فإلى بحر الآثار قبطان مركبهم العظيم الصديق العزيز جبرائيل سعادة».

## مسيرته
تلقى دراسته الابتدائية والمتوسطة في اللاذقية وتابع الثانوية في بيروت، حيث حاز على الجائزة الأولى عن قصيدة كتبها بالفرنسية. نال إجازة في الحقوق من جامعة القديس يوسف عام 1944.
وفي عام 1960 حاز على الجائزة الأولى في المسابقة التي نظمتها وزارة الثقافة والفنون في الجمهورية العربية المتحدة عن مسرحيته «العاص لن ينسى».
عشق الآثار وكان ملماً بأسرارها متابعاً لكل جديد من أخبارها، وعندما سئل عن اهتمامه الكبير بآثار بلاده أجاب: «كيف يمكن للإنسان أن يحب شيئاً لا يعرفه؟ الوطن ليس أرضاً فحسب. هل أقول أن حبي للوطن ازداد منذ تلك الأيام ولا يزال كلما عرفته أكثر؟».
زار أقطاراً عربية وأوروبية عدة، ونشر مقالات في مجلات «التبغ»، «النعمة»، «الحوليات الأثرية العربية السورية»، «المعرفة»، «العمران»، «الديار»، «تشرين»، «الوحدة»، وكذلك في المجلات الفرنسية، الإيطالية والألمانية.
يذكر الأستاذ سامر جورج عوض «أنه ألقى 19 محاضرة في معظم المدن السورية، وألقى بتكليف من الرئيس حافظ الأسد محاضرات في فرنسا، وإيطاليا، وسويسرا، وبلجيكا، ويوغسلافيا في نيسان وأيار 1970، وقدّم 90 حديثاً عن السياحة في الإذاعة العربية السورية بين عامي 1969 - 1971، ومنذ مطلع عام 1971 كان يقدم حديثين أسبوعيين مرة بالعربية وأخرى بالفرنسية.

### قصته مع الآثار
«عثر جبرائيل سعادة بالصدفة في مكتبة متخصصة بكتب الاستشراق في باريس على كتاب عنوانه: «رأس شمرا»، وهو الاسم الحديث لأوغاريت فإذا هي المنطقة الأثرية التي تبعد عن اللاذقية عشرة كيلومترات إلى الشمال، فاشتراه رغم سعره المرتفع، وهكذا بدأ يهتم بهذه المنطقة الأثرية، وتوسّع بعد ذلك اهتمامه بالتاريخ والآثار، حتى أنه نقل اللاذقية إلى أصقاع المعمورة فنشر عنها وعن مواقعها الأثرية والتاريخية مقالات عدة في مجلات عربية وأجنبية».

### قصته مع أحد أمراء اليونان
في صيف 1966 هتف السفير اليوناني بدمشق إلى قنصله الفخري باللاذقية جبرائيل سعادة طالباً منه أن يكون في شرف استقبال أحد الأمراء اليونان الذي يزور اللاذقية في ذلك الحين، وهو ميشيل ابن عم الملك، فذهب إلى فندق السياحة والاصطياف للترحيب بسمو الأمير فوجده برفقة زوجته وشخصين آخرين، فحيّاه، وقال له: أنا قنصل اليونان باللاذقية وقد كلفوني أن أضع بتصرفك كل ما تحتاج إليه من خدَمَات، فنظر إليه الأمير وكان لايزال ممدداً على كرسيه وقال له: شكراً أنا لا أريد شيئاً، ولما استدار القنصل وهم بالذهاب حانقاً من الاستقبال الفاتر الذي لقِيَه من الأمير، ناداه الأمير قائلاً له: عفواً سعادة القنصل، أريد أن ألتقي بالمدعو جبرائيل سعادة حيث قرأت له وسمعت عنه الكثير وأريد أن أتعرف عليه، فأجاب القنصل وقال: أنا هو جبرائيل سعادة، الذي تريد أن تتعرف عليه، هنا وقف الأمير الذي لم يقف لقنصل بلاده بل هبّ واقفاً لمجرد ذكر اسم هذا الإنسان بكل احترام وتقدير.

### شعوره الوطني
كان لديه شعور وطني بسيط لإنسان كبير جداً في تفكيره وكان يؤرقه هاجس أنه: «أما حان لنا أن نكتب تاريخنا بأنفسنا»، ففي عام 1979 أرسل مذكرة إلى رئيس الجمهورية من أجل إنشاء متحف في اللاذقية، وتم هذا الأمر بالفعل بعد سنوات قليلة.
«وحين رافق السفير الهولندي ترومبي الفيلسوف في زيارته لقلعة صلاح الدين، حدثه السفير في الطريق عن فلسطين، وكانت آراؤه خاطئة غير محقة نتيجة تأثره بالأفكار الصهيونية، فبدأ جبرائيل سعادة يشرح له الحق العربي المغتصَب، وأبعاد القضية فتغيّرت مواقف السفير وأصبح أكثر إيجابية من قضية فلسطين».

## منزله
كان منزل جبرائيل سعادة في وسط مدينة اللاذقية مقابل مقهى البستان (والذي كان فيما مضى ملتقى أدباء ومثقفي اللاذقية) مفتوحاً أمام الجميع خاصة للطلاب والباحثين والدارسين الذين يأتون إليه ليستفيدوا من علمه ومن مكتبته الضخمة التي كان يعتني بها كثيراً، ويأتي إليها بالكتب من بيروت ودمشق والقاهرة وباريس وغيرها، وخصص صالوناً في منزله به طاولة وكراسٍ لجلوس الأشخاص الذين يودون البحث في كتبه، وكانت مكتبته تضم ستة عشر ألفاً من المجلدات في جميع فنون الثقافة والأدب والعلوم، وضمت مكتبته العديد من المجلات الأدبية والتاريخية والجغرافية والآثارية والجيولوجية والفيزيائية واللغوية والعلمية، وقد كان يشتري الكتاب ولو كان سعره مرتفعاً ومن أي بلد كان، وآلت المكتبة إلى جامعة تشرين حسب وصيته بعد مماته، كما أن كتبه الدينية آلت إلى مطرانية الروم الأرثوذكس في اللاذقية.

## مؤلفاته
ألف عدداً من الكتب والنشرات في الآثار والتراث منها:
1- أوغاريت- دراسة باللغة الفرنسية- عام 1954 (ترجم إلى العربية عام 1955).
2- محافظة اللاذقية- دراسة 1961.
3- تاريخ اللاذقية- دراسة بالفرنسية 1961.
4- معلومات موجزة عن رأس شمرا- 1968.
5- عندما تغني اللاذقية- أغان- اللاذقية 1964.
6- دليل المتحف الوطني بدمشق- ترجمة إلى الفرنسية - دمشق 1969.
7- الأبتر- رواية ممدوح عدوان- ترجمة إلى الفرنسية- دمشق 1971.

## إنجازاته
- أسس نادي الشباب عام 1941 الذي أصبح لاحقاً نادي تشرين.
- أسس نادي اللاذقية الرياضي واُنتُخِبَ رئيساً له (الذي أصبح فيما بعد نادي تشرين الرياضي).
- أسس رابطة أصدقاء أوغاريت عام 1950.
- أسس عام 1963 فرقة اللاذقية للغناء الشعبي.

## إسهاماته
- أسهم في تأسيس جمعية أصدقاء الفقير الأورثوذكسية عام 1939.
- أسهم في تأسيس حركة الشبيبة الأرثوذكسية واُنتُخِبَ رئيساً لفرعها في اللاذقية.
- أسهم في تأسيس الثانوية الوطنية الخاصة في اللاذقية عام 1947.
- أسهم في إنشاء فرع لعاديات حلب في اللاذقية واُنتُخِبَ رئيساً له.
- أسهم في تأسيس النادي الموسيقي عام 1945.

## المناصب التي شغلها
- عضو اتحاد الكتاب العرب بدمشق.
- عضو جمعية البحوث والدراسات.
- عضو في مركز الأبحاث التاريخية والأثرية التابع لمديرية الآثار.
- عضو لجنة الفنون الشعبية في المجلس الأعلى لرعاية الفنون والآداب بدمشق.
- عضو غرفة زراعة اللاذقية عام 1953.
- عضو المجلس الأعلى لرعاية الشباب في اللاذقية عام 1960.
- عضو لجنة تنشيط السياحة عام 1975.
- عضو المجلس الأعلى لرعاية الفنون والآداب بدمشق 1963.
- عضو في مجلس إدارة محافظة اللاذقية.
- رئيس جمعية خريجي المعاهد العالية عام 1961.
- رئيس فرع اتحاد الكتاب العرب باللاذقية.
- رئيس عمدة الثانوية الوطنية (1947-1956).
- صاحب المكتب السياحي (المنارة) في اللاذقية.
- قنصل فخري لدولة اليونان في اللاذقية عام 1956.

## المؤتمرات والندوات التي شارك فيها
- شارك في مؤتمر الآثار العربية في بغداد.
- شارك في مؤتمر الآثار الكلاسيكية الذي عقد في دمشق 1969.
- شارك في ندوة الدراسات الأوغاريتية في اللاذقية عام 1979.
- شارك في الندوة الدولية لعصر النور عام 1986.
- شارك في الندوة التي أقيمت بدمشق بمناسبة مرور ثمانمئة سنة على معركة حطين عام 1987.
- شارك في معرض الأيقونات الذي أقيم بدمشق عام 1997.

## تكريمه والأوسمة التي نالها
- كرمته مطرانية الروم الأرثوذكس في اللاذقية عندما أنهى خدمته للثانوية الوطنية كنائب لصاحب المدرسة بأن أعطته مفتاحاً من ذهب عربوناً عن خدماته.
- مُنِحَ وسام الصليب الذهبي من حكومة اليونان عام 1970.
- مُنِحَ وسام الاستحقاق من رتبة فارس من الحكومة الفرنسية عام 1989، وذلك تقديراً للجهود التي بذلها في خدمة العلم وعمله في الآثار والتاريخ عرفاناً من الحكومة الفرنسية بالنشاط الثقافي الواسع، ونقتبس هنا من كلمة جبرائيل سعادة في مناسبة منحه الوسام «آمل ألا يكون الوسام بسبب استلامي فقط لثقافتكم الرائعة التي تهدهدني، ولكن أيضاً لأنني عرفت بفضل ثقافتكم أن أكتب صفحات عن سورية».
- كرمته مديرية الثقافة باللاذقية وأطلقت اسمه على قاعة المطالعة في المكتبة العامة بالمركز الثقافي.
- كرمه مجلس مدينة اللاذقية وأطلق اسمه على الشارع الذي كان يقطنه.

## وفاته
عند الثالثة من ظهيرة يوم الجمعة الواقع في 16 أيار 1997 دقت أجراس كاتدرائية القديس جاورجيوس في اللاذقية حزناً على الراحل جبرائيل سعادة.